# Pseudanthias bartlettorum
Pseudanthias bartlettorum es una especie de peces de la familia Serranidae en el orden de los Perciformes.

## Morfología
• Los machos pueden llegar alcanzar los 9 cm de longitud total.

## Hábitat
Es un pez de mar de clima tropical y asociado a los arrecifes de coral que vive 4-30 entre m de profundidad.

## Distribución geográfica
Se encuentran en República de Palau, las Islas Carolinas, las Islas Marshall, Nauru, Kiribati y Tonga.